# Мінусінськ
Мінусі́нськ — місто (з 1822 року) в Росії, адміністративний центр Мінусінського району Красноярського краю.
Населення 67 тис. осіб (2025 рік).
Місто розташоване на правому березі протоки Єнісею, за 12 км від однойменної залізничної станції і за 25 км від Абакана.
Мінусінськ — одне зі старовинних міст Південного Сибіру. Лежить в центрі просторої лісостепової Мінусінської улоговини, оточеної горами. Свою назву Мінусінськ дістав від річки Мінуса — «Мін Ус», що означає "моя річка".

## Історія
Мінусінськ заснований в 1739 році при впадінні річки Мінуси в судноплавну протоку Єнісею, як село Мінусінське. В 1797 р. село Мінусінське стає волосним центром. З 1797 до 1804 всі території басейну річки Єнісей зараховані до Тобольської губернії. Потім, до 1822 року, вони входять до складу Томської губернії.
Після утворення Єнісейської губернії в 1822 році (з центром у Красноярську), Мінусінськ отримав статус міста і окружного центру. Мінусінский округ об'єднував 4 волості: Мінусінську, Абаканську, Новоселівську та Курагінську. У 1823 році в місті мешкало 787 осіб, з них 156 засланців. Мінусінськ був здавна місцем поселення політичних засланців. З 1827 по 1861 роки в місті жили декабристи Краснокутський, брати Олександр Бєляєв і Бєляєв Петро Петрович, С. І. Кривцов та ін. У 1860 році в Мінусінську жив Буташевич-Петрашевський, з 70-х років — народники, а потім соціал-демократи (більшовики і меншовики).
У 1898 році Мінусінськ став центром Мінусінського повіту (існував по 1925 рік) Єнісейської губернії.
З березня 1917 р. — у складі Російської республіки. У листопаді 1917 року в Мінусінську встановлена більшовицька диктатура, яку незабаром ліквідувала армія адмірала Колчака. У вересні 1919 року партизанська армія під командуванням А. Д. Кравченка і П. Є. Щетінкіна знову завела у місті комуністичні порядки.
У грудні 1925 року місто стає центром Мінусінського округу — адміністративно-територіальної одиниці Сибірського краю (крайовий центр — Новосибірськ), що існував у 1925—1930 роках. В округ входили 6 районів: Абаканський, Бейський, Єрмаковський (Ленінський), Ідрінський, Каратузький, Курагінський, Мінусінський, Усинський. 30 липня 1930 року Минусинский округ, як і більшість інших округів СРСР, був скасований. Його райони відійшли в пряме підпорядкування Західно-Сибірському краю (з центром у Новосибірську). Наприкінці 1934 року зі складу Західно-Сибірського краю виділилися міста і райони, що утворили Красноярський край. Відтоді місто Мінусінськ, як центр Мінусінського району, остаточно набув нинішній статус.

### Сучасність
У місті понад 100 підприємств легкої, деревообробної та харчової промисловості, великі будівельні і транспортні підприємства. 10 бібліотек, 2 кінотеатри, 5 середніх спеціальних навчальних закладів. У місті проживає поважна українська діаспора. 

## Уродженці
- Бойков Іван Тимофійович (1920—2002) — Герой Радянського Союзу.
- Голубовський Петро Васильович (16 червня 1857) — український історик. Належав до Київської школи істориків Володимира Антоновича.
- Дмитрієва Маргарита Степанівна (1927—2013) — український філософ.
- Попова Любов Василівна (1925—1996) — оперна співачка.

## Міста-побратими
- Норильськ, Росія